# Sila Chanto
Sila Chanto (Costa Rica, 1969-29 de julio de 2015) fue una grabadora costarricense, en su trabajo se encuentran las "especulaciones filosóficas, la metáfora urbana, la poesía iconoclasta e irreverente, la inmersión histórica, el lenguaje lúdico, el humor negro que de una u otra forma permea sus propuestas visuales y su escritura".
Cursó sus estudios superiores en la Universidad de Costa Rica donde estudió grabado. También realizó estudios de Historia Aplicada con énfasis en Poder y Control Social en la Universidad Nacional de Costa Rica. 
El origen de su trabajo se puede decir que inicia con la madera. A a finales de los ochenta empieza a trabajar con metal, que es lo que le da inicio a su carrera. En su infancia visita el Museo de Arte Costarricense y queda impactada por una obra de Juan Luis Rodríguez, quien tiempo después la recibiría en su taller de grabado; en su juventud empieza asistir a la Casa del Artista. Años más tarde empieza sus estudios en la Universidad de Costa Rica, donde cursa talleres de grabado, los cuales serán de gran influencia en su trabajo artístico. En el 2012 describió su trabajo exponiendo que, "no sigo una especie de sacerdocio técnico o de géneros, creo que en realidad mi trabajo es bastante híbrido, y no exclusivamente gráfico, aunque éste suele ser la base, me desplazo al objeto, la instalación, la obra de proceso, a los productos seriales, la literatura, la investigacion histórica, sin que el énfasis en uno, implique un abandono de lo otro, sino que mutuamente todas las areas confluyen de alguna manera".

## Exposiciones individuales e intervenciones (selección)
- 2012 Bitácora de los oficios, exposición individual de Sila Chanto en el Museo de Arete y Diseño Contemporáneo, San José, Costa Rica. Curaduría María José Chavarría, mayo de 2012.
- 2009 - 2010 "Inversión Histórica" Bienal DE Cuenca: Museo de Arte Moderno e Intervención de espacios públicos urbanos en Cuenca, Ecuador. Curaduría local: María Jose Monge. Curaduría de la bienal: José Manuel Noceda.
- 2007 Retrospectiva paródica 1 y 2, Curaduría de Esteban Piedra, Casa 5, C.R.
- Kiloarte, Galería Joaquín García Monge.
- 2004 (Paréntesis) Galería Nacional.
- 2002 - 2003 Proyecto Itinerante: Guarda decorativa. Intervención de espacios a partir de guarda impresa, 1) Rectoría de la Universidad de Costa Rica. 2) Confrontaciones en el Arte, Galería Nacional. 3) Colegio Universitario de Cartago. Multitudes Galería Azul, Instituto Tecnológico de Costa Rica.
- 2001 - 2002 Tangencias. Exposición  individual. Museo de Arte y Diseño Contemporáneo, Costa Rica (MADC). Curaduría: Tahituey Ribot Pérez.
- 2000 - 1999 La reivindicación de la bestia, Galería Nacional.